# 프레데리크 9세
프레데리크 9세(덴마크어: Frederik IX, 1899년 3월 11일~1972년 1월 14일)는 덴마크 국왕(재위: 1947년 4월 20일~1972년 1월 14일)으로, 크리스티안 10세와 메클렌부르크슈베린의 알렉산드리네 사이에서 태어난 장남이다. 스웨덴의 공주 잉리드와 결혼하여 마르그레테 2세, 베네딕테, 아네마리 등 세 명의 딸을 두었다. 본래 덴마크의 왕위 계승은 남자에게만 인정되었으나 프레데리크 9세에게 아들이 없었기 때문에 1953년 덴마크 국왕 헌법 및 왕위계승법의 개정으로 장녀 마르그레테 2세가 추정상속인이 되었다.